# Казе Сферела (Пескара)
Казе Сферела (итал. Case Sferrella) је насеље у Италији у округу Пескара, региону Абруцо.
Према процени из 2011. у насељу је живело 47 становника. Насеље се налази на надморској висини од 123 м.